# Шарл Борд
Шарл Борд (на френски: Charles Bordes) е френски музикален педагог, органист, композитор, хоров диригент и фолклорист.

## Биография
Роден е на 12 май 1863 година във Вувре. Учи пиано при Сезар Франк, работи като органист и хоров диригент в различни църкви и издава сборник с баски народни песни. През 1896 година е един от основателите на училището „Скола Канторум“ в Париж, а по-късно създава подобни музикални училища и в Авиньон и Монпелие.
Шарл Борд умира на 8 ноември 1909 година в Тулон.